# 카를 란트슈타이너
카를 란트슈타이너(Karl Landsteiner, 1868년 6월 14일 ~ 1943년 6월 26일)는 미국의 병리학자, 혈청학자이다. 오스트리아 출생으로 적혈구가 다른 사람의 혈청에 의하여 응집되는 것을 발견하고, 이에 의해 ABO식으로 혈액을 분류하였다. 이어 MN식으로 분류하고, 비너와 함께 Rh인자를 발견하였다. 또한, 매독의 혈청학적 연구로도 이름을 떨쳤다. 1930년 노벨 의학·생리학상을 받았다.